# 近藤藍月
近藤 藍月（こんどう あき、2007年6月30日 - ）は、日本のファッションモデル。東京都出身。エイジアプロモーション所属。

## 略歴
小学校4年生のころ、原宿でエイジアプロモーションにスカウトされ所属する。
「プチ☆コレ8」に読者モデルとして参加したことがきっかけで、ニコ☆プチ専属モデル（プチモ）に選出される。『ニコ☆プチ』2018年10月号が初登場。2020年4月号で初表紙を飾る。2020年のプチモ卒業式は、来賓として香音、在籍者として近藤藍月が立ち会った。2020年8月より公式ユーチューブチャンネル『ニコ☆プチTV』で配信されたドラマ『カバーガール』に出演した。2021年4月29日、近藤を含むプチモ13名の卒業式とファッションショーが『ニコ☆プチTV』「ニコ☆プチ オンライン スペシャル」で配信された。2021年6月号が卒業号。
読売KODOMO新聞のファッションページにモデルとして登場することもあった。
2020年、ALGYイメージモデルに就任する。近藤藍月とのコラボアイテムが上市されることもあった。
『nicola』2021年6月号より、同誌専属モデルとなる。
2022年6月1日、『nicola』7月号にて髙橋快空とともに初表紙(右)を飾った。

## 人物
- 小学生のころ、しばしば、キッザニア東京を訪れ、園内通貨「キッゾ」を貯めることに励んでいた[18]。
- 読売KODOMO新聞のファッションページで春物スカートが特集され、近藤はチュール布をあしらったスカートをまとった[19]。
- 『カバーガール』では、3人組アイドルグループ「アイドール」のメンバーを演じた[20]。2021年4月29日の「ニコ☆プチ オンライン スペシャル」でも「アイドール」の特別映像が流された[10]。
- 好きなファッションは、「フレンチガーリー」[1]。
- 好きな楽曲は、femme fataleの『恥晒し』[21]。
- 「ニコラ」編集部による面接に先立ち、小顔矯正に通っていた[3]。
- 甘いものが大好きであり、特にアイスクリームやチョコミント、マカロン、ドーナツ、ケーキなどを好む。
- 大東学園高等学校に在学中。

## 出演

### ネット番組
- モっと！ニコ☆プチTV シーズン2（2019年12月21日 - 2020年8月7日 、TSUTAYA TV）[22][23]

### CM
- カワダ 「パーラービーズ」（2018年）[24]

### 広告
- 京都丸紅（2019年）- カタログモデル[25]
- 株式会社F・O・インターナショナル ALGY（2020年 - ） - イメージモデル[5]
- ムーンスター Ni-mo（2021年 - ） - イメージモデル[5][26][27]

## 書籍

### 雑誌
- ニコ☆プチ（2018年10月号 - 2021年6月号、新潮社） - 専属モデル[3]
- nicola（2021年6月号 - 、新潮社） - 専属モデル[5]